# Ana Maria Marković
Ana Maria Marković (Spalato, 9 novembre 1999) è una calciatrice croata, attaccante del Damaiense e della nazionale croata.

## Biografia
Nata a Spalato, all'età di dodici anni si è trasferita con la famiglia a Zurigo, in Svizzera, dove ha iniziato a giocare a calcio due anni più tardi.

## Statistiche
Statistiche aggiornate al 1º luglio 2023.
| Stagione            | Squadra             | Campionato          | Campionato | Campionato | Coppe nazionali | Coppe nazionali | Coppe nazionali | Coppe continentali | Coppe continentali | Coppe continentali | Altre coppe | Altre coppe | Altre coppe | Totale | Totale |
| Stagione            | Squadra             | Comp                | Pres       | Reti       | Comp            | Pres            | Reti            | Comp               | Pres               | Reti               | Comp        | Pres        | Reti        | Pres   | Reti   |
| ------------------- | ------------------- | ------------------- | ---------- | ---------- | --------------- | --------------- | --------------- | ------------------ | ------------------ | ------------------ | ----------- | ----------- | ----------- | ------ | ------ |
| 2020-2021           | Grasshoppers        | WSL                 | 25         | 2          | CSF             | 5               | 6               | -                  | -                  | -                  | -           | -           | -           | 30     | 8      |
| 2021-2022           | Grasshoppers        | WSL                 | 15         | 1          | CSF             | 6               | 6               | -                  | -                  | -                  | PO          | 4           | 0           | 25     | 7      |
| 2022-2023           | Grasshoppers        | WSL                 | 12         | 1          | CSF             | 3+              | 1+              | -                  | -                  | -                  | -           | -           | -           | 15+    | 2+     |
| Totale Grasshoppers | Totale Grasshoppers | Totale Grasshoppers | 52         | 4          |                 | 14+             | 13+             |                    | 0                  | 0                  |             | 4           | 0           | 70+    | 17+    |
| Totale carriera     | Totale carriera     | Totale carriera     | 52         | 4          |                 | 14+             | 13+             |                    | 0                  | 0                  |             | 4           | 0           | 70+    | 17+    |